# Terre du Lac
Le village de Terre du Lac est une communauté du comté de Saint-François, située dans l'État du Missouri, aux États-Unis. 

## Géographie
Le bourg de Terre du Lac comptait 2 320 habitants lors du recensement de 2010.

## Histoire
Terre du Lac a été fondé, près de la ville de Bonne Terre, au cours du XVIIIe siècle par les colons Canadiens-français et parmi eux des coureurs des bois, des trappeurs et des missionnaires qui arpentaient le pays des Illinois. 